# Giuda di Gerusalemme
Giuda di Gerusalemme, noto come Giuda Ciriaco (Judah Kyriakos; ... – II secolo) era il pronipote di Giuda, «fratello» di Gesù ed è stato l'ultimo vescovo ebreo di Gerusalemme, secondo Epifanio di Salamina ed Eusebio di Cesarea.
In qualità di pronipote di Giuda, alcuni autori lo considerano parimenti pronipote di Gesù.
È menzionato nell'apocrifa Lettera di Giacomo a Quadrato.

## Cronologia
Secondo la tradizione, è stato il 15º vescovo di Gerusalemme. Sebbene i termini temporali del suo episcopato non siano noti, secondo Eusebio visse fino al diciannovesimo anno di Adriano (136), mentre secondo Epifanio sino all'undicesimo di Antonino (149), vale a dire oltre la rivolta di Bar Kokhba (132-136), anche se Marco fu nominato vescovo di Aelia Capitolina nel 135 dal metropolita di Cesarea.